# Joosep Aavik
Joosep Aavik (* 17. November 1899 in Kuressaare; † 20. November 1989 in Tallinn in Estland) war ein estnischer Organist, Chorleiter, Musikpädagoge und Musikkritiker. Er prägte im 20. Jahrhundert das Musikleben auf der Insel Saaremaa.

## Leben
Joosep Aaviks Vater war der Kaufmann Jakob Aavik. Joosep wuchs in einem musikalischen Elternhaus auf. Der Vater spielte Orgel und von seiner Mutter erlernte er viele Volkslieder. Seinen ersten Unterricht erhielt er auf der Charlotte Grubener Privatschule. Danach besuchte er vier Klassen der Deutschen Schule. Ab 1908 erhielt er parallel zum Schulunterricht auch Musikunterricht beim Organisten August Feyerabend. Zu Zeiten des Ersten Weltkriegs spielte er zu Stummfilmen im örtlichen Kino Klavier und versah Organistendienst an der Laurentiuskirche. 1919 legte er seine Reifeprüfung am Saaremaa Segagümnaasiumi, dem heutigen Saaremaa Ühisgümnaasium ab. Im Sommer nach der Prüfung lernte Aavik August Topman kennen, der zu einem Erholungsaufenthalt in Kuressaare weilte. Topman riet Aavik, Musik zu studieren. Zunächst leistete er von Oktober 1919 an und im folgenden Jahr seinen Militärdienst ab. Daraufhin studierte Aavik an der Höheren Musikschule in Tallinn in der Orgelklasse Peeter Süda. Er ging aber noch im selben Jahr nach Tartu und studierte von 1920 bis 1923 an der Physikalischen-Mathematischen Fakultät der Universität Tartu. 1923 ging er zurück nach Tallinn und besuchte jetzt am Konservatorium die Orgelklasse August Topmans. 1927 wurde er am Konservatorium in Tallinn graduiert. Danach arbeitete er als Organist und Chorleiter in Tartu. 1927 wurde an der Universitätskirche in Tartu ein Sängerverein gegründet, der Cantate domino genannt wurde. Joosep Aavik war der Chorleiter. Neben der Gestaltung der Gottesdienste wurde 1928 das Oratorium Die Schöpfung von Joseph Haydn aufgeführt. 1928 wurde an der Universität Tartu die Stelle eines Musikdirektors ausgeschrieben. Es bewarben sich unter anderem Leenart Neumann, Alfred Karindi und Joosep Aavik. Der Rat der Philosophischen Fakultät entschloss sich schließlich für Karindi.
1929 ging Aavik zurück nach Kuressaare und wurde Organist und Leiter des Kirchenchors an der Laurentiuskirche. Am Gymnasium unterrichtete er in den Fächern Gesang und Musik. Neben der musikalischen Begleitung der Gottesdienste gab er auch Orgelkonzerte und erteilte privaten Klavierunterricht. Er leitete verschiedene Chöre, wie den gemischten Chor Lyra, mit dem er 1930 einen Auslandsaufenthalt in Riga durchführte. Er gründete den Kuressaares oratooriumikoor, mit dem er begleitet durch das Orchester der estnischen Gesellschaft 1932 Die Schöpfung von Joseph Haydn aufführte. 1933 folgten zwei Aufführungen des Judas Maccabäus von Georg Friedrich Händel. Er war musikalischer Leiter der Kuressaare Eesti Seltsi teatris [Estnische Theatergesellschaft Kuressaare]. Im Sommer leitete er auch Orchesterkonzerte. Ab 1932 leitete er Sängerfeste auf Saaremaa. 1936 heiratete er Marie Aavik (* 25. Februar 1904; † 2. September 1962). 1938 wurde der Sohn Jüri und 1940 Peeter geboren. 1943 war er der erste Dirigent des neu gegründeten Männerchors der Kuressaare Eesti Selts [Estnische Gesellschaft kuressaare]. Ab 1941 leitete er den Chor am Saaremaa Ühisgümnaasium. Er reiste zu Konzerten häufig nach Tallinn und traf sich dort mit bekannten estnischen Musikern, wie Aurora Semper, Gustav Ernesaks und Ants Üleoja. 1950 wurde in Kuressaare eine Kindermusikschule gegründet. Aavik unterrichtete dort Musiktheorie. Im selben Jahr wurde er wie viele andere ältere Lehrer eines bourgeoisen Nationalismus angeklagt. Nachdem zunächst die Deutsch- und Estnischlehrer am Gymnasium aus politischen Gründen entlassen worden waren, übernahm Aavik den Deutschunterricht. 1964 wurde er in den Ruhestand versetzt. Auch während des Ruhestandes blieb er als Organist weiterhin der Kirchenmusik treu. Zu Zeiten der Sowjetunion war das nicht einfach, und mit vielen Schwierigkeiten verbunden. Er schrieb Musikkritiken in der Rubrik Kontserdipäevik [Konzerttagebuch] der Zeitung Meiemaa [Unser Land] und Eesti kirik [Estlands Kirche]. Ab 1981 wohnte er in der Nähe von Tallinn, verbrachte aber jedes Jahr ein paar Monate in Kuressaare. Er starb einen Tag nach seinem neunzigsten Geburtstag, der noch feierlich begangen wurde, am 20. November 1989.
Johannes Aavik, sein Cousin, war der Sohn seines Onkels Mihkel Aavik (1844–1909).

## Werke

### Werke für gemischten Chor
- Saaremaa. Text: Neeme Laanepõld (* 1913; † 1991) Tartu, 1948[14][15]
- Tütrele. Text: Antonina Niina Klaas (* 6. Dezember 1911)[3]
- Drei Chöre mit dem Motto Kuressaare. Text: Arvo Kaal (* 1918; † 1982) und Debora Vaara[3]
- Romanss für Solisten, Chor und Orchester, 1960[1]

### Werke für Gesang und Klavier
- Mõtisklusi talvehommikul für Gesang und Klavier. Text: Evi Vikerpuu[3][16][17]

## Gedenken

### Johannes ja Joosep Aaviku Majamuuseum
In Kuressaare befindet sich das Johannes ja Joosep Aaviku Majamuuseum [Johannes und Joosep Aavik Hausmuseum]. Jooseps Vater Jakob erwarb das Gebäude mit Grundstück nach dem Tod des Vorbesitzers, dem Gärtner Johann Brenner (* 1834; † 1892). Er stellte es seinem Bruder Mikhel zur Verfügung, der am 1. April 1896 mit seiner Frau Ann (* 1849; † 1918) und ihren Kindern Aadu, Liisi und Juuliga das Haus bezog. Joosep Aavik bewohnte das Haus von 1961 bis zu seinem Tod 1989. Am 19. Juni 1992 wurde das Museum als Zweigstelle des Saaremaa-Museums eingerichtet.